# الن وایت
الن وایت (انگلیسی: Ellen White؛ زادهٔ ۹ مهٔ ۱۹۸۹) بازیکن فوتبال سابق اهل بریتانیا بود.
از باشگاه‌هایی که در آن بازی کرده‌است، می‌توان به باشگاه فوتبال بانوان چلسی، باشگاه فوتبال لیدز یونایتد، باشگاه فوتبال بانوان آرسنال و باشگاه فوتبال زنان منچستر سیتی اشاره کرد.
وی همچنین در تیم‌های ملی فوتبال انگلستان و بریتانیا بازی کرده‌است.
وایت در دو جام جهانی ۲۰۱۵ و ۲۰۱۹ همراه با تیم ملی انگلیس حضور یافت. او در اولین جام جهانی خود انگلیس را به مقام سوم رساند و در دومین جام کفش برنز تورنومنت را به دست آورد. بازی‌های عالی او دو جایزه بهترین فوتبالیست زن سال انگلستان را در سال های 2011 و 2018 برایش به ارمغان آورد.